# 庾持
庾持（508年—569年），字允德，潁川鄢陵人，南北朝南梁、南陳官員和文學家。

## 生平
庾持是東晉司空庾冰的七世孫，祖父庾佩玉是劉宋長沙內史；父親庾沙彌則是南梁長城縣令。他少年失去雙親，個性孝順，父親逝世時十分哀痛；他也勤勞好學，尤其擅長書記，以才藝聞名。出任南平王蕭偉的國左常侍；輕車將軍、河東王蕭譽的王府行參軍，兼任尚書郎，不久轉為正任。之後外任安吉縣令，遷轉鎮東將軍、邵陵王蕭綸的王府限外記室，兼任建康縣令。太清初年，陳蒨庾和持有交情，及後陳蒨擔任吳興太守，任用他為郡丞，兼掌管文書，自此他跟隨陳蒨。陳蒨攻克張彪，鎮守會稽，又下令庾持監督臨海郡，他貪婪放縱失去民心，被山賊洗劫而禁錮百日，陳蒨派劉澄討平才獲釋。
陳霸先受禪建立南陳，庾持獲授安東將軍、臨川王陳蒨的王府諮議參軍，天嘉初年轉遷為尚書左丞，因為防禦預長城的功勳封為崇德縣子，食邑三百戶。受封當日，他宴請令史收受饋贈，陳文帝因而生氣免爵。不久庾持為宣惠將軍、始興王陳伯茂的王府諮議參軍，擔任臨安縣令，因打死縣民免任。其後再給他出任給事黃門侍郎、稜威將軍、鹽官縣令。光大元年（567年）改官秘書監，主持國史；又任職少府卿，領羽林監，遷太中大夫，領授步兵校尉。太建元年（569年）他去世，虛歲六十二，朝廷下詔贈光祿大夫。庾持善於文字書，每次寫文章都好用生僻文字，文人亦以此譏諷他，有文集十卷。

## 引用
1. 1 2  《陳書·卷三十四·列傳第二十八》：庾持字允德，潁川鄢陵人也。祖佩玉，宋長沙內史。父沙彌，梁長城令。持少孤，性至孝，居父憂過禮。篤志好學，尤善書記，以才藝聞。解褐梁南平王國左常侍、輕車河東王府行參軍，兼尚書郎，尋而為真。出為安吉令，遷鎮東邵陵王府限外記室，兼建康令。太清初，世祖與持有舊，及世祖為吳興太守，以持為郡丞，兼掌書翰，自是常依文帝。文帝剋張彪，鎮會稽，又令持監臨海郡。以貪縱失民和，為山盜所劫，幽執十旬，世祖遣劉澄討平之，持乃獲免。
2. 1 2  《南史·卷六十·列傳第五十》：沙彌，晉司空冰之六世孫也。父佩玉，仕宋位長沙內史，升明中，坐沈攸之事誅。時沙彌始生。……子持。持字元德，少孤，性至孝，父憂，居喪過禮。篤志好學，仕梁為尚書左戶郎，後兼建康監。陳文帝為吳興太守，以為郡丞，兼掌書翰。
3. ↑  《陳書·卷三十四·列傳第二十八》：高祖受禪，授安東臨川王府諮議參軍。天嘉初，遷尚書左丞。以預長城之功，封崇德縣子，邑三百戶。拜封之日，請令史為客，受其餉遺，世祖怒之，因坐免。尋為宣惠始興王府諮議參軍。除臨安令，坐杖殺縣民免封。還為給事黃門侍郎。除稜威將軍、鹽官令。光大元年，遷祕書監，知國史事。又為少府卿，領羽林監。遷太中大夫，領步兵校尉。太建元年卒，時年六十二。詔贈光祿大夫。持善字書，每屬辭，好為奇字，文士亦以此譏之。有集十卷。
4. ↑  《南史·卷六十·列傳第五十》：天嘉初，為尚書左丞，封崇德縣子。拜封之日，請令史為客，受其餉遺，文帝怒之，因坐免。後為臨安令，坐杖殺人免封。還為給事黃門侍郎，曆鹽官令，秘書監，知國史事。又為少府卿，遷太中大夫，領步兵校尉，卒。持善字書，每屬辭，好為奇字，文士亦以此譏之。有集十卷。

## 延伸阅读
[在维基数据编辑]
 《陳書·卷34》，出自姚思廉《陳書》